# Município de Izvor
Izvor é um antigo município localizado na atual Macedônia do Norte.